# Chaeturini
Chaeturini – plemię ptaków z podrodziny jerzyków (Apodinae) w rodzinie jerzykowatych (Apodidae).

## Występowanie
Plemię obejmuje gatunki występujące w Australazji, Afryce, Ameryce i Azji.

## Systematyka
Do plemienia należą następujące rodzaje:
- Mearnsia Ridgway, 1911
- Zoonavena Mathews, 1918
- Telacanthura Mathews, 1918
- Rhaphidura E.W. Oates, 1883
- Neafrapus Mathews, 1918
- Chaetura Stephens, 1826
- Hirundapus Hodgson, 1837